# Brączewo
Brączewo – osada w Polsce położona w województwie wielkopolskim, w powiecie szamotulskim, w gminie Obrzycko. Miejscowość wchodzi w skład sołectwa Jaryszewo.

## Historia
Wieś pierwotnie związana była z Wielkopolską. Ma metrykę średniowieczną i istnieje od połowy XV wieku. Wymieniona została w łacińskim dokumencie z 1465 jako "Brunczewo", 1469 "Bronczino", 1469 "Brzanczewo", 1471 "Branczewo", 1563 "Brąnczewo".
Miejscowość była wsią szlachecką należącą do lokalnej szlachty wielkopolskiej z rodu Szamotulskich, a później do Ostrorogów herbu Nałęcz oraz Danaborskich. W 1508 leżała w powiecie poznańskim Korony Królestwa Polskiego oraz należała do parafii Stobnica.
Wieś powstała w drugiej połowie wieku XV. Brączewo, jak inne okoliczne wsie, było majątkiem podlegającym Stobnicy i stanowiły posag Małgorzaty Szamotulskiej córki Wincentego z Szamotuł. Część tych wsi następnie została przekazana jako posag jej córkom Helenie i Katarzynie. W 1465 odnotowano w historycznym dokumencie sądowym lasy koło Stobnicy o nazwie "Brunczewo", na których terenie powstała obecna wieś Brączewo. Były one przedmiotem sporu pomiędzy kasztelanem poznańskim Piotrem z Szamotuł, a księżniczkami raciborskimi Heleną żoną kasztelana międzyrzeckiego Jana Ostroroga i Katarzyną żoną Włodka z Danaborza kasztelana i starosty nakielskiego oraz córką księcia raciborskiego Wacława, a także Małgorzaty Szamotulskiej, która była posiadaczką Stobnicy i lasów brączewskich. Przy okazji tego sporu w 1465 Piotr z Szamotuł na sejmie w Piotrkowie złożył zeznanie, że wieś Brączewo powstała na gruncie dóbr oraz lasów stobnickich i od 50 lat lasy należące do tych osad były użytkowane przez jego zmarłego ojca Dobrogosta oraz przez tegoż Piotra. Postawiono wówczas warunek dalszego użytkowania tych lasów przez szlachtę z rodu Szamotulskich jakim miało ma być zadośćuczynienie pretensjom dziedziczek Stobnicy sióstr Heleny oraz Katarzyny.
W 1469 właścicielką Stobnicy, Brączewa, Podlesia i Bądlina była Helena, żona Jana Ostroroga. W 1469 Mikołaj Czymiński dziekan w Środzie, zapisał dla altarii w kolegiacie NMP w Poznaniu (łac. „in Summo Poznaniens”) czynsz w wysokości 5 grzywien z prawem wykupu za 70 grzywien na mieście Stobnica oraz wsi Brączewo, które posiadał z zastrzeżeniem wykupu od zmarłego Włodka z Danaborza.
W latach 1471 oraz w 1483 Katarzyna wdowa po Włodku z Danaborza zapisała kwoty na swoim majątku egzekutorom testamentu Pawła z Zakroczymia: w 1471 syndykowi gnieznieńskiemu, kanonikowi poznańskiemu Janowi Lubowskiemu oraz w 1483 Piotrowi Kobylnickiemu kustoszowi kolegiaty NMP w Poznaniu 6 grzywien czynszu z prawem wykupu za 82 lub 60 grzywien wraz z miasta Stobnicą oraz ze wsią Brączewo. W 1493 Katarzyna sprzedała braciom Janowi starszemu i Janowi młodszemu z Danaborza, połowę miasta Stobnica wraz z młynem nazywaym łacinie "Hamer" oraz z wsiami: Gąsawy, Popowo Małe, Piotrkowo (obecnie Piotrkówko), Sycyn, Jaryszewo, połową Brączewa, połową Podlesia oraz 1/4 Bądlina. W 1502 synowie Jana Ostroroga oraz bracia niedzielni Wacław oraz Stanisław toczyli spór sądowy ze starostą nakielskim Janem starszym z Danaborza o połowę miasta Stobnica, osady Hamer oraz o połowy Brączewa i Podlesia.
Miejscowość została odnotowano również w historycznych rejestrach poborowych dzięki czemu zachował się XVI wieczny obraz miejscowości. W 1508 miał miejsce pobór podatków z 6 półłanków. W 1510 w Brączewie odnotowano 12 łanów w tym 6 łanów osiadłych oraz 6 łanów opuszczonych oraz 3 łany wójtowskie. W 1563 pobrano podatki z połowy łana osiadłego z części Andrzeja Więckowskiego, a także z części należącej do wojewody kaliskiego Łukasza Górki z 3 łanów oraz z części Jakuba Ostroroga. W 1564 w Brączewie było 10 łanów. W 1577 pobór podatkowy we wsi zapłacił Jan Broniewski. W 1580 pobrano podatki z części Sebastiana Dzierżanowskiego z 3 półłanków oraz z dwóch półłanków opuszczonych oraz od 1/4 łana, a także oraz od 3 zagrodników z części należącej do Anny Więckowskiej.
W 1510 odnotowano we wsi pobór wiardunków dziesiętnych po 6 groszy od łanu, które płacono do biskupstwa poznańskiego, a także z 3 łanów wójtostwa płacono 8 groszy plebanowi stobnickiemu. W 1564 w ramach wiardunków dziesiętnych pobrano po 6 groszy z 10 łanów należących do klucza bukowskiego biskupa poznańskiego.
Wieś szlachecka Sarb położona była w 1580 roku w powiecie poznańskim województwa poznańskiego w Rzeczypospolitej Obojga Narodów.
Wskutek II rozbioru Polski w 1793, miejscowość przeszła pod władanie Prus i jak cała Wielkopolska znalazła się w zaborze pruskim.
Urodził się tutaj Feliks Breański, polski generał w powstaniu styczniowym, pułkownik armii królestwa Sardynii, generał służby tureckiej, który przeszedł do historii jako Szahin-Pasza.

## Zabytki
We wsi zachował się zabytkowy dwór (XIX/XX w. oraz park i podwórze folwarczne z 2. poł XIX wieku. (Rejestr zabytków nieruchomych – województwo WP/813/Wlkp/A [online], Narodowy Instytut Dziedzictwa, 31 stycznia 2025.)
Na pn. zach. skraj wsi dochodzi most kolejowy ze Stobnicy (Rejestr zabytków nieruchomych – województwo Wp/716/Wlkp/A [online], Narodowy Instytut Dziedzictwa, 31 stycznia 2025.), fragment nieczynnej linii kolejowej Oborniki-Wronki)